# Secesión de Múnich

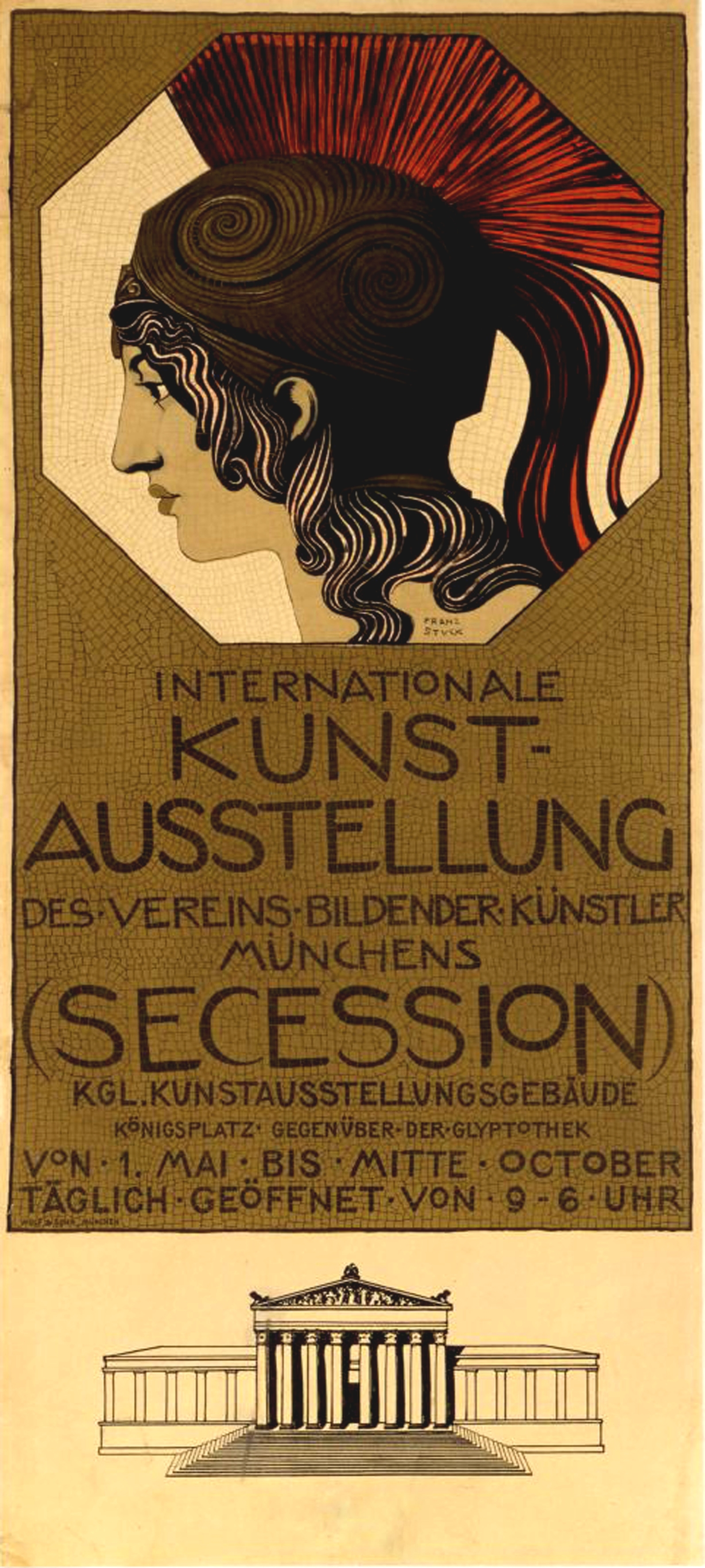

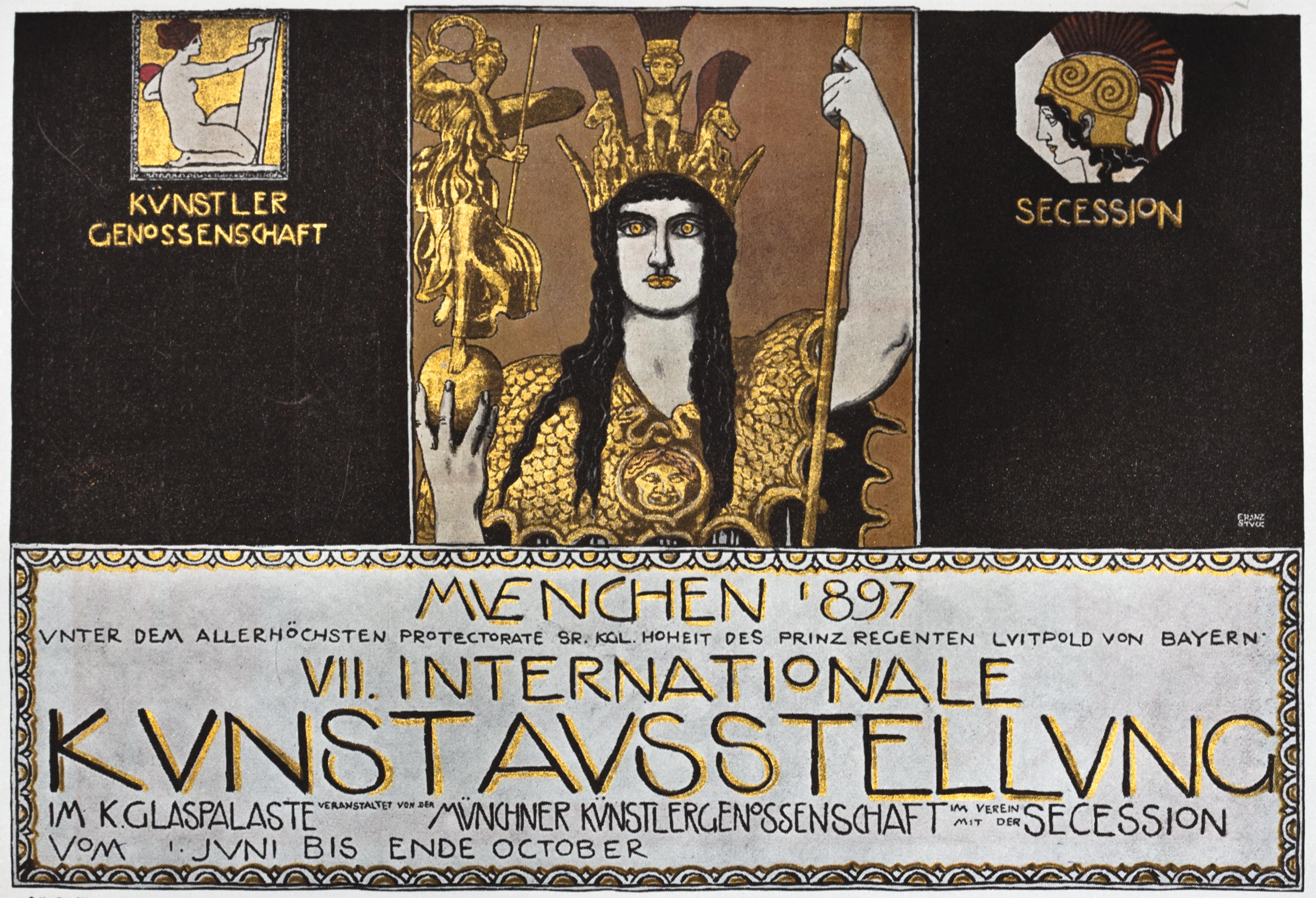
Franz von Stuck, 1897

La Secesión de Múnich es una asociación pionera de artistas creada en el año 1892 como una escisión de la Asociación de Artistas de Múnich para protegerse contra el paternalismo del mundo del arte público y sus políticas de exhibición conservadoras, así como del príncipe Franz von Lenbach. Fue una cooperativa de artistas que dio origen a la Nueva Asociación de Artistas de Múnich en 1909. 

## Historia
El nombre deriva del término latino secessio - separación - para hacer hincapié en salir del arte tradicional dominante.
La secesión de Múnich fue el primer grupo de artistas que se llamó así y fue seguida por la Secesión de Viena en 1897 y la Secesión de Berlín en 1898. Utilizó como símbolo a Palas Atenea.
Les fue inicialmente difícil encontrar un edificio de exposiciones de Múnich. La ciudad de Frankfurt ofreció los espacios de exposición de la Secession en su ciudad y 500.000 marcos de oro, si la asociación estaba dispuesta a cambiar el nombre por Frankfurt. La primera exposición fue en 1893 en la Kunsthalle de Lehrter Bahnhof en Berlín. El principal partidario de la secesión era Georg Hirth, editor de la Münchner Neueste Nachrichten, y uno de los centros de la vida social y artística en Múnich en ese momento. Franz Brandl contrató al arquitecto de la calle Prinzregenten de Múnich, un terreno donde se realizó la primera exposición muniquesa el 16 de julio de 1893 donde 297 artistas exhibieron más de 876 obras.
Tras un acuerdo con Francisco de Lenbach se organizó en 1897 junto con la Asociación de Artistas de Múnich, una exposición internacional. Posteriormente, el edificio de la exposición de arte fue encomendada a la corte real de secesión, mientras que los artistas de cooperación en el Antiguo Museo Nacional de Maximilianstrasse (ahora el Museo de Etnología) pasó a la Lenbachhaus.
Durante la "limpieza cultural" en el Tercer Reich y a partir de la supuesta "influencia corrosiva sobre nuestra vida nacional", la Secesión de Múnich se disolvió en 1938 pero retomó sus actividades en 1946, después de la Segunda Guerra Mundial. 
En 1992 celebró su 100 aniversario.

## Miembros fundadores
- Bernhard Buttersack
- Ludwig Dill
- Bruno Piglhein (primer presidente)
- Ludwig Herterich
- Paul Hoecker
- Albert Keller
- Paul Wilhelm Keller-Reutlingen
- Gotthardt Kuehl
- Hugo von Habermann
- Robert Poetzelberger
- Franz von Stuck
- Fritz von Uhde
- Heinrich Zügel

## Otros integrantes
Benno Becker, Carl Johann Becker-Gundahl, Peter Behrens, Josef Block, Jorgos Busianis, Lovis Corinth, Friedrich Eckenfelder, Hermann Eichfeld, Otto Hierl-Deronco, Adolf Hölzel, Leopold von Kalckreuth, Christian Landenberger, Max Liebermann, Hans Olde, Leo Samberger, Schlittgen, Christian Speyer, Toni Stadler, Fritz Strobentz, Wilhelm Trübner, Frith Voellmy, Wilhelm Volz, Viktor Weishaupt, Sion L. Wenban.